# Саканян, Елена Саркисовна
Еле́на Сарки́совна Саканя́н (13 февраля 1944, Ереван, Армянская ССР, СССР — 2003) — советская и российская сценаристка и режиссёр, работавшая в научно-популярном кинематографе. Фильмография Саканян включает такие ленты, как «Генетика и мы» (1978), «Кто разбудит аксолотля?» (1981), трилогию о Зубре («Рядом с Зубром», «Охота на Зубра» и «Герои и предатели»; 1988—1991) и другие. Заслуженный деятель искусств Российской Федерации (1996). Лауреат премии Ленинского комсомола (1979).

## Биография
Елена Саканян родилась 13 февраля 1944 года в Ереване. Окончила биологический факультет Ереванского государственного университета (1965) и режиссёрский факультет ВГИКа (1973, мастерская Бориса Альтшулера). С 1974 года работала режиссёром киностудии «Центрнаучфильм». По образованию — биолог. В кино дебютировала в 1976 году фильмом «Алгоритм урожая», который освещает работу учёными ВАСХНИЛа над практической проблемой. В 1978 году она выпустила ленту «Генетика и мы», затрагивающую тему генетики человека. Фильм был снят до всемирного признания русского биолога Николая Тимофеева-Ресовского (1900—1981) и выхода документального романа Даниила Гранина «Зубр» (1987).
«Генетика и мы» сочетает документальную хронику Международного генетического конгресса (Москва, август 1978) и историю беременной женщины, обращающейся в медико-генетическую консультацию с целью исследования здоровья её ребёнка. Как отметил историк кино Виталий Трояновский в журнале «Искусство кино» (№ 7, 1980), фильм Елены Саканян демонстрирует надежду, заключённую в счастливом исходе обследования, показавшего, что ребёнок с синдромом Дауна будет здоровым. Трояновский также подчёркивает необычное для научно-популярного кино построение сюжета, которое превращает объяснение научной проблемы в решение человеческой судьбы.
При создании полнометражного фильма «Кто разбудит аксолотля?» (1981), посвящённого вопросам медицинской генетики, Саканян столкнулась с запретом со стороны художественного совета киностудии на упоминание имени Тимофеева-Ресовского. Это было связано с его работой в нацистской Германии, за которую он был осуждён в СССР. Аналогичная проблема возникла и при работе над «Генетикой…», однако в данном случае вмешательство происходило от научных руководителей. Н. Парсаданов отмечает в «…Аксолотле» попытку развить научную основательность.
С 1988 года Саканян работала в мастерской режиссуры научно-популярного кино (ВГИК). В том же году начала создание фильма «Рядом с Зубром», впоследствии положившим начало документальной кинотрилогии о Зубре. Премьера картины состоялась в марте 1989 года по ЦТ СССР и привлекла внимание критиков. Ольга Горностаева в газете «Советская культура» описала фильм как «грустный и безжалостно трагический», оставляющий «светлое и почти безжалостное волнение души».
Обозревательница газеты «Известия» М. Мурзина охарактеризовала ленту как «спокойную, объективную по интонации, но очень эмоциональную», называя её «сильным и художественно выразительным аргументом». Киновед Андрей Шемякин отметил, что Саканян стремилась устранить глухой информационный шум для улучшения восприятия основной мысли Тимофеева-Ресовского, а также подчеркнул её вклад в выявление подлинности фактов в политической сфере через неспешную повествовательную манеру.
В журнале «Искусство кино» (№ 8, 1990) отмечено, что Саканян «всегда отстаивает правоту собственных изложений на научном языке и никогда не старается показаться с лучшей стороны». Виталий Трояновский в «Новейшей истории отечественного кино» отметил «мудрый, наивный, научно обоснованный, совершенно бездоказательный, трезво-земной и мистический» оптимизм как коренное свойство творчества Саканян. Умерла в 2003 году.

## Фильмография
- «Алгоритм урожая» (1976) — режиссёр;
- «Регуляция пола» (1976) — режиссёр;
- «Мутанты» (1977) — режиссёр;
- «Генетика и мы» (1978) — режиссёр, сценарист;
- «Кто разбудит аксолотля?» (1981) — режиссёр, сценарист;
- «Земля неизвестная» (1984) — режиссёр, сценарист;
- «Рядом с Зубром» (1988) — режиссёр, сценарист;
- «Охота на Зубра» (1990) — режиссёр, сценарист;
- «Герои и предатели» (1991) — режиссёр, сценарист;
- «Путешествие с двойником» (1992) — режиссёр, сценарист;
- «Доски судьбы» (1994) — режиссёр, сценарист;
- «Любовь и защита» (2000) — режиссёр, сценарист;
- «Сто фильмов о Москве. Москва армянская» (2000) — режиссёр, сценарист;
- «Острова. Иосиф Рапопорт» (2002) — режиссёр, сценарист.

## Награды и фестивали
- Премия Ленинского комсомола (28 октября 1979) — за научно-популярные фильмы «Регуляция пола», «Алгоритм урожая», «Мутанты», «Генетика и мы»[16];
- Кинопремия «Ника» (1989) — за лучший научно-популярный фильм («Рядом с Зубром»)[17];
- Международный фестиваль женского кино (Минск, 1993) — главный приз («Путешествие с двойником»);
- Международный фестиваль женского кино (Минск, 1995) — главный приз «Хрустальное яблоко» («Доски судьбы»);
- Звание «Заслуженный деятель искусств Российской Федерации» (9 марта 1996) — за заслуги в области искусства[18];
- Международный фестиваль фильмов о правах человека «Сталкер» (2000) — приз «Сталкер» («Любовь и защита»).

### Для дополнительного чтения
- Шемякин А. Елена Саканян: портрет на фоне идей // Кино и зритель. Выпуск 2. — М.: Союзинформкино, 1986.
- Матизен В. Следом за Зубром // Экран и сцена. — 1991. — 25 февраля.
- Горностаева О. От смерти к рождению // Искусство кино. — 1996. — Март (№ 3). — С. 96—97. — ISSN 0130—6405.
- Горностаева О. Чтобы не стыдно было помирать… // Искусство кино. — 2001. — Октябрь (№ 10). — ISSN 0130—6405.